# インパール空港
インパール国際空港（インパールこくさいくうこう、英語: Imphal International Airport) は、インドのマニプル州インパールにある空港。

## 概要
当空港はインパール中心部からは8km南に位置しており、インドの主要都市との間で航空便が就航している。インド北東部地域においてグワーハーティー国際空港に次いで2番めの規模の国際空港であり、旅客利用者数、発着回数などもグワーハーティーに次いで多い。なお国際空港とされているが、2018年現在国際線定期便は運行されていない。

## 歴史
2016年にマニプル州政府は当空港をビル・ティケンドラジット国際空港に改称することを決議した。ビル・ティケンドラジットはマニプル王国の王子であり、1891年8月13日、インパールにおいてイギリス帝国との戦争で死去した人物である。

## 乗り入れ航空会社及び就航路線
| 航空会社               | 就航地                                                         |
| ---------------------- | -------------------------------------------------------------- |
| エアアジア・インディア | デリー, グワーハーティー                                       |
| エア・インディア       | アイゾール, デリー, グワーハーティー, コルカタ                 |
| IndiGo                 | グワーハーティー, コルカタ                                     |
| ジェットエアウェイズ   | デリー, グワーハーティー, コルカタ, ムンバイ, プネー, シリグリ |

## アクセス
市内や22km離れた場所にあるインパール駅へはバス、リキシャー、タクシーなどで移動することが可能である。